# Jarosław Gowin
Jarosław Adam Gowin () est un homme politique polonais, né le 4 décembre 1961 à Cracovie. Il est président et fondateur du parti libéral-conservateur Alliance.
Il siège à la Diète depuis 2007, où il est initialement élu sous les couleurs de la Plate-forme civique (PO). Nommé ministre de la Justice en 2011, il quitte le gouvernement et la PO en 2013 pour fonder La Pologne ensemble (PR).
Dans le cadre d'un accord de coalition avec Droit et justice (PiS), il est réélu député en 2015 et intègre le gouvernement en qualité de vice-président du Conseil des ministres et ministre de la Science et de l'Enseignement supérieur. Il démissionne au bout de quatre ans et demi, pour signifier son opposition à la volonté de PiS de maintenir l'élection présidentielle de 2020 à la date prévue malgré la pandémie de Covid-19.
Il fait son retour au sein de l'exécutif au bout de six mois, de nouveau en tant que vice-président mais à la tête du nouveau ministère du Développement, du Travail et de la Technologie. Il quitte le gouvernement, avec son parti, en août 2021.

## Biographie

### Jeunesse, études et carrière
Diplômé en philosophie de l'université Jagellonne de Cracovie, il s'engage, dans les années 1980, à l'Union indépendante des étudiants (NZS) et au syndicat Solidarność. En 1985, il devient lecteur assistant à l'École normale supérieure de Cracovie, puis il est recruté, quatre ans plus tard, comme secrétaire par le mensuel Znak. Il en est désigné rédacteur en chef en 1998.
Il est un des créateurs de l'École supérieure européenne Józef Tischner de Cracovie (Wyższa Szkoła Europejska im. ks. Józefa Tischnera) dont il est le recteur.

### Parcours politique
Au cours des élections sénatoriales de 2005, il est élu au Sénat dans la circonscription de Cracovie avec 157 083 voix. À la suite des élections législatives de 2007, il fait son entrée à la Diète après avoir accumulé 160 465 votes de préférence. Il est réélu aux élections du 9 octobre 2011, puis nommé, le 18 novembre, ministre de la Justice par Donald Tusk.
Le 30 avril 2013, à la suite de multiples polémiques provoquées par son ministre, notamment sur la procréation médicalement assistée, le président du Conseil des ministres, Donald Tusk, annonce le renvoi de Jarosław Gowin, pour lequel il déclare « ne pas pouvoir lui trouver des excuses chaque semaine ».
Exclu de la PO en septembre 2013, il lance le 7 décembre suivant un nouveau mouvement intitulé La Pologne ensemble (en polonais : Polska Razem, abrégé en « PR ») avec La Pologne est le plus important (PjN) de Paweł Kowal, des Républicains proches de Przemysław Wipler et d'autres transfuges de la PO, comme le député John Godson.
Après que PR a passé un accord avec Droit et justice (PiS), Jarosław Gowin est réélu député de Cracovie aux élections de 2015. Le 16 novembre, il devient vice-président du Conseil des ministres, ministre de la Science et de l'Enseignement supérieur dans le gouvernement de droite de la présidente du Conseil conservatrice Beata Szydło.
Début avril 2020, alors que le gouvernement propose de généraliser le vote par correspondance pour l'élection présidentielle dans le cadre de la pandémie de Covid-19, Jarosław Gowin s'y oppose et propose une extension de deux ans du mandat d’Andrzej Duda sans possibilité de réélection. Alors que PiS menace d'exclure son parti du gouvernement si la Diète rejette la réforme, il démissionne du gouvernement tout en maintenant son parti dans la majorité,. Il s’abstient lors du vote qui se tient le lendemain à la Diète.
Le 10 août 2021, après des mois de désaccord, notamment sur un projet de réforme économique d’ampleur, il est annoncé que Gowin est démis de ses fonctions gouvernementales par Mateusz Morawiecki et que l'Alliance se retire de la coalition gouvernementale de la Droite unie.

### Vie personnelle
Il est l'oncle de Łukasz Gibała.